# 秋保佐永子
秋保 佐永子（あきほ さえこ、6月28日 - ）は、日本の女性声優。山形県出身。アイムエンタープライズ所属。

## 経歴
日本ナレーション演技研究所卒業。

## 人物
方言は山形弁。
趣味・スポーツは散歩、ミニカー集め、スキー。特技はスキー。
資格は普通自動車免許、ビジネス実務士、秘書検定。

## 出演

### テレビアニメ
2011年
- ドラゴンクライシス!

2012年
- あらしのよるに ひみつのともだち（ジマ、サル2）
- マギ The labyrinth of magic（ハッサン〈子供時代〉）

2017年
- クロックワーク・プラネット（知事の妻）
- 徒然チルドレン（神田沙希の祖母）

2018年
- 実験品家族 -クリーチャーズ・ファミリー・デイズ-（店員）

2019年
- 鬼滅の刃（2019年 - 2024年） - 4シリーズ
- 俺を好きなのはお前だけかよ（中年女、おばちゃん）

2020年
- うちタマ?! 〜うちのタマ知りませんか?〜（おばさん）
- かくしごと（女性C）
- Lapis Re:LiGHTs（教師、老婆）
- THE GOD OF HIGH SCHOOL ゴッド・オブ・ハイスクール（おばちゃん）
- おちこぼれフルーツタルト（住民）
- キミと僕の最後の戦場、あるいは世界が始まる聖戦（老婆）

2021年
- 宇宙なんちゃら こてつくん（ナンシー、ジェーン）
- さんかく窓の外側は夜（通行人女性、松居）

2022年
- オリエント（母、ばあや、武蔵の親類、今日子先生）
- 異世界美少女受肉おじさんと（女性）
- CUE!（占い師、店員）
- パリピ孔明（銭湯客）
- シュート!Goal to the Future（おばあちゃん）
- 異世界薬局（マデレーネ）
- 新米錬金術師の店舗経営（孤児院の院長）
- 農民関連のスキルばっか上げてたら何故か強くなった。（おばさん）
- ぼっち・ざ・ろっく!（訪問営業先の家主）

2023年
- 君は放課後インソムニア（副校長）

2024年
- 治癒魔法の間違った使い方（老婆）
- 怪異と乙女と神隠し（麻里の母）
- 転生貴族、鑑定スキルで成り上がる（おばさんA、女性店主、町民）
- SHY 東京奪還編
- 百姓貴族（ばあさん、おとなりさん）
- ドラえもん（テレビ朝日版第2期）（2024年 - 2025年、店主、ズボン）

2025年
- 全修。（町民たち、信者たち）
- キミとアイドルプリキュア♪（パン屋さん、喫茶グリッターの客、テンコ）
- 君のことが大大大大大好きな100人の彼女（女性社員）
- トリリオンゲーム（重役）
- ウィッチウォッチ（ジョージの彼女）

### 劇場アニメ
- 劇場版 鬼滅の刃 無限列車編（2020年）
- ARIA The CREPUSCOLO（2021年、ゴンドラ女性客）
- 劇場編集版 かくしごと -ひめごとはなんですか-（2021年）
- 劇場版 Collar×Malice -deep cover-（2023年） - 前後編[一覧 2]
- アリスとテレスのまぼろし工場（2023年、市民B）
- 劇場版 鬼滅の刃 無限城編 第一章 猗窩座再来（2025年）

### Webアニメ
- フィンたん（2017年、おばあちゃん）
- 衛宮さんちの今日のごはん（2018年）

### ゲーム
- とらドラ・ポータブル!（2009年）
- サムライ ライジング（2016年、ロゼ）
- 白猫プロジェクト（2017年、イゾルダ）
- デスティニーオブクラウン（2017年）
- メタファー：リファンタジオ（2024年）

### ドラマCD
- 1年A組のモンスター（柊）

### BLCD
- 愛の本能に従え!（歩の祖母）
- カッコウの夢
- プッシーキングさまの悪癖（ジェッダ）
- 侘びとエロスのお稽古

### ボイスコミック
- オメガの婿取り（2022年、組長[17]）

### 吹き替え

#### 映画
- 猿の惑星/キングダム[18]
- パーフェクト・ホスト 悪夢の晩餐会（モニカ〈インドラ・ウィルソン〉）
- マンディ・レイン 血まみれ金髪女子高生
- ライフ・ドア 黄昏のウォール街（ナンシー〈キャロライン・ラガーフェルト〉）
- ラストナイト・イン・ソーホー（学校スタッフ女[19]）

#### ドラマ
- 愛だと言って（ウジュ伯父妻、チュンジャ、不動産店女）

#### アニメ
- ラッテと魔法の水の石

### シリーズ一覧
1. ↑  第1期『竈門炭治郎 立志編』（2019年）、特別編『無限列車編』（2021年）、第2期『遊郭編』（2022年）、第4期『柱稽古編』（2024年）
2. ↑  『前編』（2023年）、『後編』（2023年）